# Route 213 (Nouvelle-Écosse)
Pour les articles homonymes, voir Route 213.
La route 213 est une route secondaire de la Nouvelle-Écosse d'orientation ouest-est située dans le sud de la province, à l'ouest d'Halifax et à l'est de Head of Saint Margarets Bay. Elle traverse une région mixte, tant boisée qu'urbanisée. De plus, elle mesure 22 kilomètres, et est une route pavée sur l'entièreté de son tracé.

## Tracé
La 213 débute à Upper Tantallon, sur la route 3, tout juste à l'est de Head of Saint Margarets Bay. Elle commence par croiser la route 103 à sa sortie 5, puis elle continue vers l'est en traversant notamment Hammond Plains. Elle atteint ensuite Killarney, où elle croise la route 102 à sa sortie numéro 3.
La section de la 213 entre les routes 103 et 102 est plus achalandée, puisque la route 213 est une route alternative des automobilistes venant de la route 103 est vers la route 102 nord, où vice-versa. Ce raccourci permet de sauver 10 kilomètres, mais moins de 5 minutes en temps.
La 213 se termine sur la route 2 à Bedford.

## Intersections principales
| Route 213                   |                 |    |                                                                                |                           |
| Comté                       | Location        | km | Intersection/Destinations                                                      | Notes                     |
| Comté d'Halifax             | Upper Tantallon | 0  | R-3, vers R-333, Peggys Cove, Head of Saint Margarets Bay, Mahone Bay, Chester | extrémité ouest de la 213 |
| Comté d'Halifax             | Stillwater Lake | 3  | R-103, Halifax, Bridgewater, Yarmouth                                          | sortie 5 de la 103        |
| Comté d'Halifax             | Killarney       | 20 | R-102, Halifax, Truro                                                          | sortie 3 de la 102        |
| Comté d'Halifax             | Bedford         | 22 | R-2, Halifax, Fall River                                                       | extrémité est de la 213   |
| Gras (colonne km):Échangeur |                 |    |                                                                                |                           |

## Communautés traversées
- Upper Tantallon
- Stillwater Lake
- Yankeetown
- English Corner
- Hammond Plains
- Uplands Park
- Killarney
- Bedford